# ملعب ملبورن للكريكيت

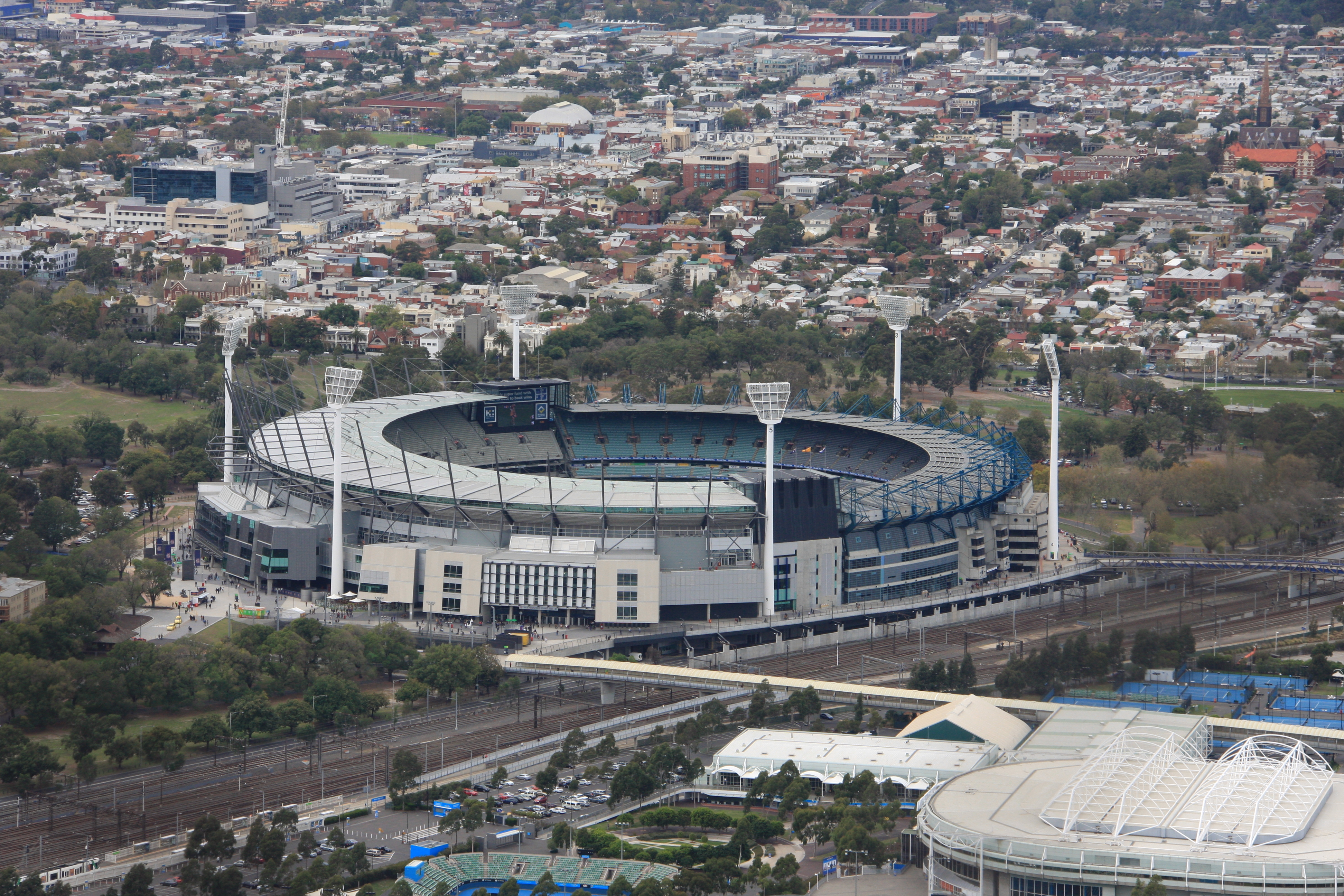

ملعب ملبورن للكريكيت (بالإنجليزية: Melbourne Cricket Ground)‏ هو ملعب متعدد الاستخدام يقع في مدينة ملبورن الأسترالية. غالبا ما يُستخدَم لمباريات كريكت. يسع الملعب لجلوس 100 ألف متفرج. يعتبر الملعب الرسمي الذي يخوض فيه نادي ملبورن للكريكيت مبارياته. بُني الملعب في سنة 1854.

## معرض صور

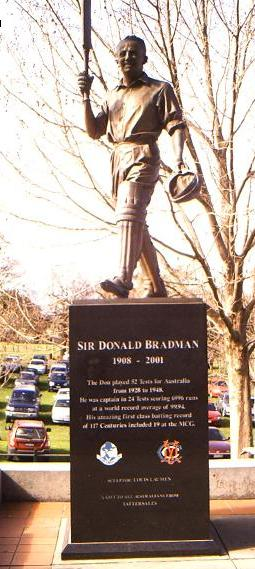
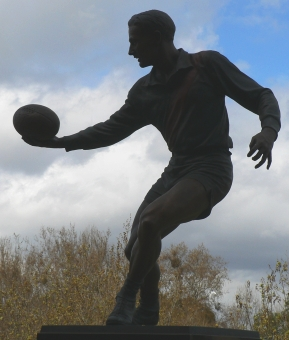
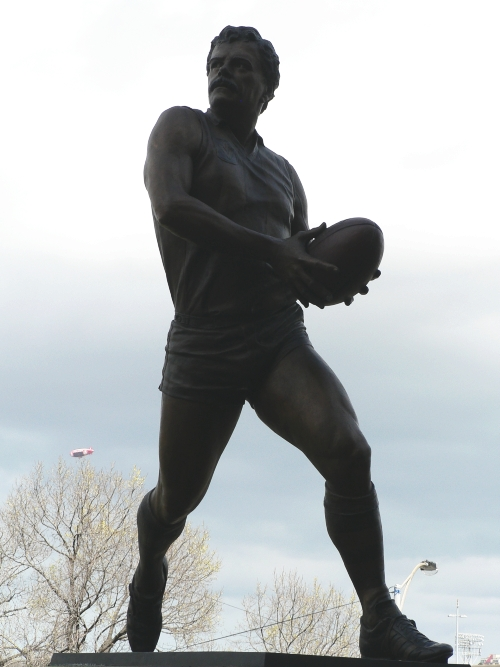
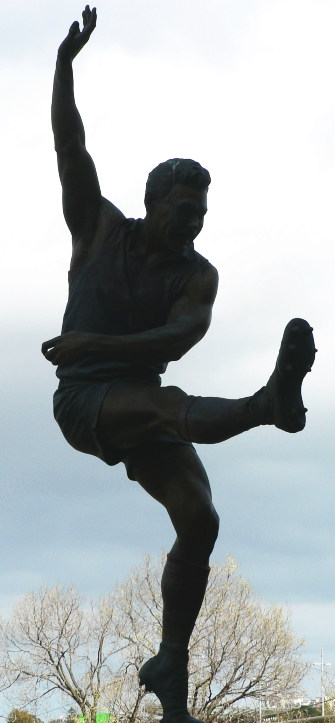
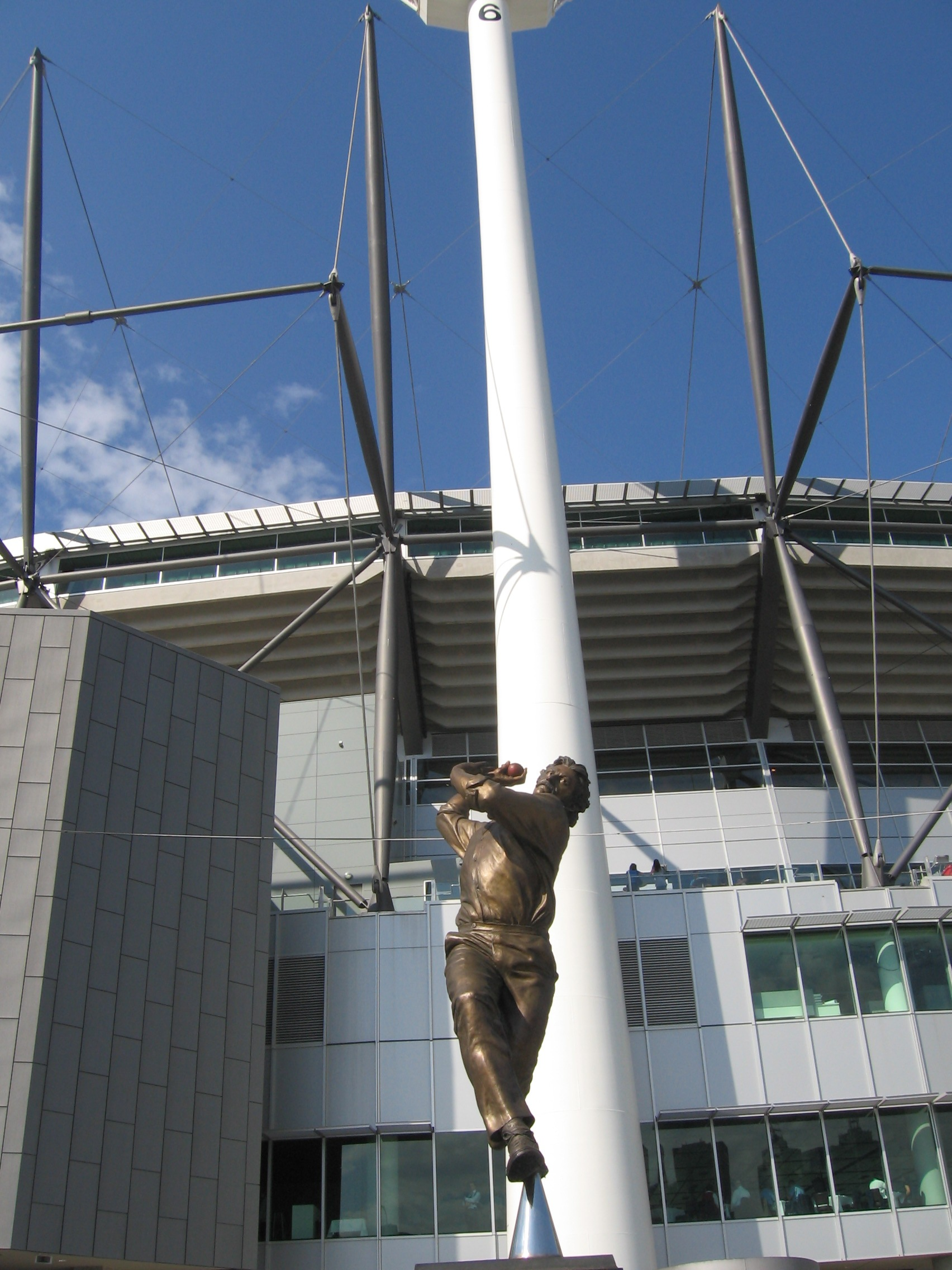